# Cronometría mental
La cronometría mental es el uso del tiempo de respuesta en las tareas percepción-motriz para inferir el contenido, duración y la secuencia temporal de las operaciones cognitivas. La cronometría mental es una de las paradigmas centrales de la psicología cognitiva y experimental, y se ha encontrado la aplicación en varias disciplinas incluyendo la psicología cognitiva, neurociencia cognitiva, y neurociencia del comportamiento para dilucidar los mecanismos subyacentes en el procesamiento cognitivo.
La cronometría mental se estudiada usando mediciones del tiempo de reacción (TR), lo cual es el tiempo transcurrido entre la presentación de un estímulo sensorial y la posterior respuesta de comportamiento. En psicología psicométrica es considerado ser un índice de velocidad de procesamiento. Es decir, indica qué tan rápido el individuo puede ejecutar las operaciones mentales que necesita la tarea en gestión. A su vez, la velocidad de procesamiento se considera un índice de eficiencia de procesamiento. La respuesta de comportamiento es normalmente una fuerte reacción, pero también puede un movimiento ocular, una respuesta vocal u otro comportamiento observable. TR está restringido no solo por la velocidad de transmisión de señal  en la materia blanca, sino también por las propiedades del procesamiento sináptico y neural de la materia gris cortical. Su utilidad como una variable dependiente para crear conclusiones acerca del proceso de información está limitada por el diseño experimental, tecnología de medición y teorización matemática de la empresa.

## Tipos
El tiempo de reacción (TR) es el tiempo que transcurre entre una persona que se presenta con un estímulo y la persona que inicia una respuesta motora al estímulo. Suele ser en el orden de 200 ms. Los procesos que ocurren durante este breve tiempo permiten al cerebro percibir el entorno que lo rodea, identificar un objeto de interés, decidir una acción en respuesta al objeto, y emitir un comando de motor para ejecutar el movimiento. Estos procesos abarcan los dominios de la percepción y movimiento, e involucra la toma de decisiones perceptivas y la planificación motriz.
El tiempo de respuesta es la suma del tiempo de reacción y el tiempo de movimiento. Usualmente el enfoque en las investigaciones es en el tiempo de reacción. Hay cuatro medios básicos para medirlo: 
- El tiempo de reacción simple es el movimiento requerido para que un observador responda a la presencia de un estímulo. Por ejemplo, a un sujeto se le podría pedir que presione un botón tan rápido como la luz o el sonido aparezca. La RT media para individuos en edad universitaria es de aproximadamente 160 milisegundos para detectar un estímulo auditivo y aproximadamente 190 milisegundos para detectar un estímulo visual.[4][5] Los tiempos de reacción promedio para los velocistas en los Juegos Olímpicos de Beijing fueron de 166 ms para los hombres y 189 ms para las mujeres, pero en uno de cada 1.000 arranques pueden alcanzar 109 y 121 m, respectivamente.[6] Este estudio también concluyó que los tiempos de reacción femeninos más largos pueden ser un artefacto del método de medición utilizado, lo que sugiere que el sistema del sensor del bloque de inicio podría pasar por alto un arranque falso femenino debido a una presión insuficiente en las almohadillas. Los autores sugirieron que compensar este umbral mejoraría la precisión de detección de inicio falso con corredoras femeninas.
- Las tareas de reconocimiento o tiempo de reacción aprobado/fallo requieren que el sujeto presione el botón cuando aparezca un tipo de estímulo y retenga una respuesta cuando aparezca otro estímulo. Por ejemplo, el sujeto puede tener que presionar el botón cuando una luz verde aparezca y no responder cuando una luz azul aparezca.
- La tarea de tiempo elección-reacción requiere respuestas distintas para cada clase posible de estímulo. Por ejemplo, se le puede pedir al sujeto que presione un botón si aparece una luz roja y un botón diferente si una luz amarilla aparece. La casa Jensen es un ejemplo de un instrumento diseñado para medir el tiempo elección-reacción.
- El tiempo de la reacción de discriminación implica comparar pares de visualizaciones presentadas simultáneamente y luego presionar uno de los dos botones según la cual la visualización aparece más brillante, más larga, más pesada o de mayor magnitud en alguna dimensión de interés.

Debido a los lapsos de atención momentáneos, existe una considerable variabilidad en el tiempo de respuesta de un individuo, que no tiende a seguir una distribución normal. Para controlar esto, investigadores normalmente requieren que un sujeto realice varios ensayos, de los cuales se puede calcular una medida del tiempo de respuesta “típico” o el tiempo de respuesta basal puede ser calculado. Tomar la medida del tiempo de respuesta sin procesar rara vez es un método eficaz para caracterizar un tiempo de respuesta típico y los enfoques alternativos (como modelar la distribución completa del tiempo de respuesta) suelen ser más apropiados.

## Evolución de la metodología

### Galton y psicología diferencial
Francis Galton es usualmente considerado como el fundador de la psicología diferencial, la cual busca la determinación y explicación de las diferencias mentales entre individuos. Él fue el primero que usó rigurosas pruebas de tiempo con la intención rápida de determinar promedios y rangos de diferencias individuales en rasgos mentales y de comportamiento en humanos. Las hipótesis de Galton eran las diferencias en la inteligencia que deberían de reflejar en variaciones de la discriminación sensorial y la velocidad de respuesta a los estímulos y construyó varias máquinas para probar diferentes medidas de esto, incluyendo el tiempo de reacción a los estímulos visuales y auditivos. Sus pruebas incluyeron la selección de más de 10,000 hombres, mujeres y niños del público de Londres.

### Experimento de Donders
El primer científico en medir el tiempo de reacción en un laboratorio fue Franciscus Donders (1869). Donders encontró que el tiempo de reacción simple es más corto que el tiempo de reacción de reconocimiento, y que el tiempo de reacción de elección es más largo que ambos.
Donders también ideó un método de sustracción para analizar el tiempo que tomaron las operaciones mentales.  Al estar el tiempo de reacción simple del tiempo de reacción de elección, por ejemplo, es posible calcular cuánto tiempo se necesita para hacer la conexión. 
Este método proporciona una manera de investigar los procesos cognitivos que subyacen a las simples tareas perceptivas-motrices, y forma la base de desarrollos posteriores.
Aunque el trabajo de Donders allanó el camino para futuras investigaciones en pruebas de cronometría mental, no estuvo exento de inconvenientes. Su método de inserción, a menudo referido como "inserción pura", se basó en el supuesto de que la inserción de un requisito de complicación particular en un paradigma de TR no afectaría a los otros componentes de la prueba. Esta suposición, de que el efecto incremental en el TR fue estrictamente aditivo, no fue capaz de soportar pruebas experimentales posteriores, lo que mostró que las inserciones podían interactuar con otras partes del paradigma del TR. A pesar de esto, las teorías de Donders siguen siendo interesantes y sus ideas aún se utilizan en ciertas áreas de la psicología, que ahora cuentan con las herramientas estadísticas para usarlas con mayor precisión.

### La ley de Hick
W. E. Hick (1952) ideó un experimento de CRT que presentaba una serie de nueve pruebas en las que hay n opciones igualmente posibles. El experimento media la reacción de tiempo del sujeto basado en un número posible de opciones durante cualquier juicio dado. Hick mostraba que la reacción de tiempo del individuo incrementada en una cantidad constante en función de las opciones disponibles, o la "incertidumbre" involucrada en qué estímulo de reacción aparecería a continuación. La incertidumbre se mide en "bits", que se definen como la cantidad de información que reduce la incertidumbre a la mitad en la teoría de la información. En el experimento de Hick, se encuentra que el tiempo de reacción es una función del logaritmo binario del número de opciones disponibles (n). Este fenómeno es llamado “La ley de Hick” y se dice que es una medida de la "tasa de ganancia de información". La ley generalmente se expresa mediante la fórmula {\displaystyle RT=a+b\log _{2}(n+1)}, donde a y b son constantes que representan la intersección y la pendiente de la función, y n es el número de alternativas. La caja de Jensen es una aplicación más reciente de la ley de Hick. La ley de Hick tiene aplicaciones modernas e interesantes en marketing, donde los menús de restaurantes y las interfaces web (entre otras cosas) aprovechan sus principios para lograr la velocidad y la facilidad de uso para el consumidor.

### Tarea de escaneo de memoria de Sternberg
Saul Sternberg (1966) ideó un experimento en el que a los sujetos se les pedía que recordaran un conjunto de dígitos únicos en la memoria a corto plazo. A los sujetos se les dio un estímulo de sonda en forma de un dígito de 0-9. Luego, el sujeto respondió lo más rápido posible si la sonda estaba en el conjunto de dígitos anterior o no. El tamaño del conjunto inicial de dígitos determinó el tiempo de reacción del sujeto. La idea es que a medida que el tamaño del conjunto de dígitos aumenta el número de procesos que deben completarse antes de que se pueda tomar una decisión, también aumenta. Entonces, si el sujeto tiene 4 elementos en la memoria a corto plazo (MCP), luego de codificar la información del estímulo de la sonda, el sujeto debe comparar la sonda con cada uno de los 4 elementos en la memoria y luego tomar una decisión. Si solo hubiera 2 elementos en el conjunto inicial de dígitos, entonces solo se necesitarían 2 procesos. Los datos de este estudio encontraron que por cada elemento adicional agregado al conjunto de dígitos, se agregaron aproximadamente 38 milisegundos al tiempo de respuesta del sujeto. Esto apoyó la idea de que un sujeto realizó una búsqueda exhaustiva en serie a través de la memoria en lugar de una búsqueda de terminación automática en serie. [12] Sternberg (1969) desarrolló un método muy mejorado para dividir el tiempo de reacción en etapas sucesivas o en serie, llamado método del factor aditivo.[13]

### Tarea de rotación mental de Shepard y Metzler
Shepard y Metzler (1971) presentaron un par de formas tridimensionales que eran versiones idénticas o de imagen-reflejo entre sí. El tiempo de reacción para determinar si eran idénticos o no era una función lineal de la diferencia angular entre su orientación, ya sea en el plano de la imagen o en profundidad. Llegaron a la conclusión de que los observadores realizaron una rotación mental de velocidad constante para alinear los dos objetos para poder compararlos.[14] Cooper y Shepard (1973) presentaron una letra o un dígito que era normal o en espejo-invertido y se presentaron en posición vertical o en ángulos de rotación en unidades de 60 grados. El sujeto tenía que identificar si el estímulo era normal o inverso al espejo. El tiempo de respuesta aumentó aproximadamente de manera lineal a medida que la orientación de la letra se desvió de la posición vertical (0 grados) a la invertida (180 grados), y luego vuelve a disminuir hasta que alcanza los 360 grados. Los autores concluyeron que los sujetos rotan mentalmente la imagen la distancia más corta hasta la posición vertical, y luego juzgan si es normal o invertida en espejo.[15]

### Verificación de la imagen-oración
La cronometría mental se ha utilizado para identificar algunos de los procesos asociados con la comprensión de una oración. Este tipo de investigación típicamente gira en torno a las diferencias en el procesamiento de 4 tipos de oraciones: verdadero afirmativo (VA), falso afirmativo (FA), falso negativo (FN) y verdadero negativo (VN). Una imagen se puede presentar con una oración asociada que cae en una de estas 4 categorías. El sujeto entonces decide si la oración coincide con la imagen o no. El tipo de oración determina cuántos procesos deben realizarse antes de poder tomar una decisión. De acuerdo con los datos de Clark y Chase (1972) y Just y Carpenter (1971), las oraciones VA son las más simples y llevan menos tiempo que las oraciones FA, FN y VN.[16][17]

### Modelos de la memoria
Los modelos de red jerárquica de la memoria se descartaron en gran medida debido a algunos hallazgos relacionados con la cronometría mental. El modelo de TLC propuesto por Collins y Quillian (1969) tenía una estructura jerárquica que indicaba que la velocidad de recuperación en la memoria debería basarse en el número de niveles en la memoria atravesada para encontrar la información necesaria. Pero los resultados experimentales no coincidieron. Por ejemplo, un sujeto responderá de manera confiable que un robin es un ave más rápido de lo que podría contestar que un avestruz es un ave a pesar de que estas preguntas accedan a los mismos dos niveles en la memoria. Esto condujo al desarrollo de modelos de memoria de activación de difusión (por ejemplo, Collins & Loftus, 1975), en donde los enlaces en la memoria no están organizados jerárquicamente sino por importancia.

### Estudios de correspondencia de la letra de Posner
Michael Posner (1978) utilizó una serie de estudios de correspondencia de letras para medir el tiempo de procesamiento mental de varias tareas asociadas con el reconocimiento de un par de letras. La tarea más simple fue la tarea de coincidencia física, en la que a los sujetos se les mostró un par de letras y se tuvo que identificar si las dos letras eran físicamente idénticas o no. La siguiente tarea fue la tarea de coincidencia de nombre donde los sujetos tenían que identificar si dos letras tenían el mismo nombre. La tarea que involucró a la mayoría de los procesos cognitivos fue la tarea de comparación de reglas en la que los sujetos tenían que determinar si las dos letras presentadas eran vocales o no vocales.
La tarea de emparejamiento físico fue la más simple; los sujetos tenían que codificar las letras, compararlas entre sí y tomar una decisión. Al realizar la tarea de hacer coincidir el nombre, los sujetos se vieron obligados a agregar un paso cognitivo antes de tomar una decisión: tenían que buscar en la memoria los nombres de las letras y luego compararlos antes de decidir. En la tarea basada en reglas, también tenían que clasificar las letras como vocales o consonantes antes de hacer su elección. El tiempo necesario para realizar la tarea de coincidencia de reglas fue más largo que la tarea de coincidencia de nombre que fue más larga que la tarea de coincidencia física. Utilizando el método de sustracción, los experimentadores pudieron determinar la cantidad aproximada de tiempo que tomaron los sujetos para realizar cada uno de los procesos cognitivos asociados con cada una de estas tareas. [20]